# Odontocera margaritacea
Odontocera margaritacea är en skalbaggsart som först beskrevs av Fabricius 1801.  Odontocera margaritacea ingår i släktet Odontocera och familjen långhorningar. Inga underarter finns listade i Catalogue of Life.